# Luboš Kubík
Luboš Kubík (Vysoké Mýto, Checoslovaquia, 20 de enero de 1964) es un exfutbolista checo que jugaba de centrocampista. Jugó tanto para las selecciones de Checoslovaquia como la de República Checa y jugó una Copa del Mundo FIFA y una Eurocopa.

## Selección nacional
Fue internacional con la selección de fútbol de República Checa en 17 ocasiones y marcó 3 goles. Entre 1985 y 1993 disputó 39 partidos con la selección de Checoslovaquia y anotó 10 goles. Eso sí, participó con su selección en la Eurocopa 1996, que se realizó en Inglaterra, donde su selección obtuvo el subcampeonato, tras perder la final de Wembley, ante su similar de Alemania, gracias al gol de oro de Oliver Bierhoff.

### Participaciones en Copas del Mundo
| Mundial                        | Sede   | Resultado        |
| ------------------------------ | ------ | ---------------- |
| Copa Mundial de Fútbol de 1990 | Italia | Cuartos de final |

## Clubes
| Club                 | País            | Año       |
| -------------------- | --------------- | --------- |
| F. C. Hradec Králové | República Checa | 1981-1982 |
| S. K. Slavia Praga   | República Checa | 1982-1988 |
| A. C. F. Fiorentina  | Italia          | 1989-1991 |
| F. C. Metz           | Francia         | 1991-1993 |
| F. C. Núremberg      | Alemania        | 1993-1995 |
| F. K. Drnovice       | República Checa | 1995-1996 |
| S. K. Slavia Praga   | República Checa | 1996-1997 |
| Lázně Bohdaneč       | República Checa | 1997-1998 |
| Chicago Fire         | Estados Unidos  | 1998-2000 |
| Dallas Burn          | Estados Unidos  | 2001      |